# Eucalyptus consideniana
Eucalyptus consideniana är en myrtenväxtart som beskrevs av Joseph Henry Maiden. Eucalyptus consideniana ingår i släktet Eucalyptus och familjen myrtenväxter. Inga underarter finns listade i Catalogue of Life.